# Wojciech Trzetrzewiński
Wojciech Trzetrzewiński (ur. 9 kwietnia 1793 w Chomranicach, zm. 7 marca 1865 w Warszawie) – polski ekonomista, prezes Towarzystwa Kredytowego Ziemskiego, członek Rady Stanu Królestwa Polskiego.

## Życiorys
Urodził się dnia 9 kwietnia 1793 w dziedzicznej wsi Chomranice w rodzinie Andrzeja herbu Tępa Podkowa i jego żony Agnieszki z domu Królicka. Początkowe nauki pobierał w szkole pijarów w Podolińcu, a następnie w Uniwersytecie Jagiellońskim. 
W 1809 wstąpił do wojska Księstwa Warszawskiego, gdzie dosłużył stopnia oficerskiego, odbył kampanię 1812 i trafił do niewoli. Po dwóch latach niewoli w 1815 wystąpił z wojska i został referentem w Komisji Rządowej Przychodów i Skarbu. Pracował w Towarzystwie Kredytowym Ziemskim i został prezesem Dyrekcji Głównej. 
W 1863 został członkiem Rady Stanu w Królestwie Polskim.
W 1837 zakupił dobra Zabłotnia, które doprowadził swoim gospodarzeniem do rozkwitu. Był dwukrotnie żonaty, z Karoliną Marią miał ośmioro dzieci, z drugą żoną miał tylko jedną córkę, obie jego żony były z domu Zaborowskie.
Zmarł w Warszawie dnia 7 marca 1865 i pochowany został na cmentarzu w Grodzisku Mazowieckim.

## Publikacje
Wydał dwie pozycje:
- Zbiór praw i przepisów stęplowych w czasie od dnia 23 Grudnia r. 1811 do 10 Kwietnia r. 1828 Warszawa, 1828; wydanie drugie uzupełnione i poszerzone do 1843, wydane Warszawa 1843,
- O podatkach gruntowych stałych w królestwie polskiem Warszawa 1861
- publikacje dotyczące finansów i ekonomii zamieszczał w Bibliotece Warszawskiej, Gazecie Warszawskiej, Dzienniku powszechnym oraz encyklopedii Orgelbranda.